# Ưu đãi nội nhóm
Ưu ái nội nhóm (hay còn gọi là ưu đãi bè phái) là một kiểu ưu đãi thành viên nhóm của mình hơn hẳn các thành viên khác không thuộc nhóm. Nó biểu hiện trong việc đánh giá người khác, phân chia tài nguyên và trong nhiều việc khác.
Hiệu tượng này đã được nhiều nhà tâm lý học nghiên cứu và gắn với nhiều lý thuyết liên quan đến xung đột nhóm và định kiến. Nó chủ yếu được nhìn từ quan điểm tâm lý học xã hội. Các nghiên cứu đã chỉ ra rằng ưu ái nội nhóm phát sinh do sự hình thành của các nhóm văn hóa. Các nhóm văn hóa này có thể được phân chia dựa trên những đặc điểm có thể quan sát được cách bình thường, nhưng theo thời gian, các quần thể dần phát triển để liên kết các đặc điểm nhất định với một số hành vi nhất định. Điều này đã góp phần gây nên hiện tượng này.
Bài này không nói đến khái niệm "đoàn kết" (unity) bởi vì "đoàn kết" chỉ nói về mối liên hệ giữa người cùng nhóm.
Trên lý thuyết, có 02 cách giải thích sáng giá cho hiện tượng ưu ái người trong nhóm đó là: thuyết mâu thuẫn thực tế và thuyết định danh xã hội. Thuyết mâu thuẫn thực tế cho rằng: khi có 2 nhóm cùng tranh giành một tài nguyên giới hạn thì sẽ phát sinh sự ganh đua giữa các nhóm và gây ra mâu thuẫn liên nhóm. Ngược lại, thuyết định danh xã hội đặt vấn đề: nỗ lực tâm lý để đạt được sự nhìn nhận đặc thù và tích cực của xã hội (cộng đồng) là nguyên nhân gốc rễ chung của việc đối xử ưu ái người trong nhóm của mình.